# Masakra przy Riam Road
Masakra przy Riam Road (ang. Riam Road massacre) – zbrodnia wojenna popełniona 10 czerwca 1945 roku, w czasie II wojny światowej, w rejonie miasta Miri w brytyjskim protektoracie Sarawak na Borneo. Z rąk żołnierzy Cesarskiej Armii Japońskiej zginęło wtedy co najmniej 44 alianckich jeńców wojennych.
Większość ofiar była uprzednio więziona w obozie jenieckim na wyspie Labuan. Wiosną 1945 roku 112 jeńców przeniesiono z Labuan do Brunei, a następnie do Kuala Belait, gdzie dołączono do nich niewielką grupę jeńców indyjskich. Pod koniec maja jeńców przeniesiono ponownie, tym razem do Miri. W międzyczasie wielu zmarło na skutek chorób, niedożywienia i wyczerpania. 10 czerwca, na wieść o wylądowaniu wojsk alianckich na Borneo, Japończycy zamordowali ostatnich 44 jeńców w dwóch masowych egzekucjach przy Riam Road.

## Geneza
16 czerwca 1944 roku na wyspę Labuan położoną u wejścia do zatoki Brunei przywieziono 100 jeńców z obozu jenieckiego w Sandakanie. Wszyscy, z wyjątkiem jednego Australijczyka, byli Brytyjczykami. Najstarszym rangą, a zarazem jedynym oficerem w grupie, był Flt LT Raymond Blackledge (lekarz wojskowy). Wraz z jeńcami przybyło 57 żołnierzy japońskich wojsk regularnych oraz szesnastu strażników z Formozy, którymi dowodził japoński oficer kpt. Hirawa Nagai. Jeńców rozlokowano na terenie Victoria Golf Club, który leżał w pobliżu miejscowego portu.
15 sierpnia tegoż roku na Labuan przywieziono kolejnych 200 jeńców, tym razem z obozu w Kuchingu. W tej grupie znalazło się pięciu Australijczyków; pozostali jeńcy byli Brytyjczykami. Najstarszy rangą był kpt. C.F. Campbell z Royal Army Medical Corps.
Jeńcy pracowali przy budowie japońskiego lotniska wojskowego. W pierwszych miesiącach ich stan fizyczny był nie najgorszy, a morale utrzymywało się na wysokim poziomie. Z czasem jednak niedożywienie, ciężka praca i tropikalne choroby – przede wszystkim malaria, przełożyły się na drastyczny wzrost liczby zgonów. W ciągu niespełna dziewięciu miesięcy zmarło 188 jeńców. W drugiej połowie 1944 roku, w związku z zagrożeniem alianckimi nalotami, obóz przeniesiono z Victoria Golf Club do miejsca położonego około 4,8 km na północ od portu.
7 marca 1945 roku pozostających jeszcze przy życiu jeńców, w liczbie 112, zabrano do Brunei. Wraz z nimi ewakuowało się piętnastu strażników z Formozy oraz japoński sierżant Sugino, który sześć tygodni wcześniej objął stanowisko komendanta obozu. Jeńcy i ich strażnicy spędzili w Brunei osiem tygodni. W tym czasie zmarło trzydziestu jeden jeńców, przy czym jeden z nich był ostatni raz widziany w areszcie Kempeitai, do którego trafił po nieudanej próbie ucieczki. 8 maja (według innych źródeł 3 maja) jeńców załadowano na samochody ciężarowe i zabrano do Kuala Belait, gdzie zostali umieszczeni w budynku miejscowego kina. Tam dołączono do nich siedmiu innych jeńców – żołnierzy Brytyjskiej Armii Indii.

## Przebieg masakry
27 maja 1945 roku przy życiu pozostawało jeszcze 51 jeńców. Tego dnia przeniesiono ich ponownie, tym razem do Miri w Sarawaku. Zostali osadzeni w dawnym obozie dla internowanych, który znajdował się przy Residency Road, w odległości około pół kilometra od willi zajmowanej uprzednio przez brytyjskiego rezydenta. W trakcie pobytu w Miri zmarło pięciu jeńców.
Wieczorem 8 czerwca, na wieść, iż do wybrzeży Borneo zbliżają się alianckie okręty, sierż. Sugino zarządził ewakuację. 46 jeńców odprowadzono pod eskortą w głąb tropikalnej puszczy. Około północy jeńcy i strażnicy dotarli do Riam Road, do miejsca, w którym znajdował się opuszczony posterunek policji. Tam zarządzono postój. W ciągu następnych kilkunastu godzin piętnastu najsilniejszych jeńców, wśród których był kpt. Campbell, dwukrotnie zawrócono do obozu przy Residency Road, aby zabrali stamtąd zapasy ryżu, soli i medykamentów, a także wyposażenie biurowe. W międzyczasie przy Riam Road zmarło dwóch ciężko chorych jeńców.
Wieczorem 9 czerwca jeńcy i strażnicy wyruszyli w dalszą drogę, kierując się w kierunku gór. Po dwóch godzinach, pokonawszy około 5 kilometrów, dotarli do opuszczonej chaty przy Riam Road, gdzie zatrzymali się na noc. Następnego dnia australijskie wojska wylądowały w zatoce Brunei. Około południa Sugino spalił wszystkie dokumenty i listy należące do zmarłych jeńców. Trzy godziny później piętnastu jeńców z kpt. Cambellem na czele ponownie wysłano pod eskortą czterech Formozańczyków do starego obozu przy Residency Road. Blackledge i 28 jeńców pozostało przy Riam Road.
Na temat dalszego przebiegu wydarzeń brak jest wiarygodnych informacji, gdyż nie zachował się żaden świadek spośród jeńców lub miejscowej ludności. Sugino, przesłuchiwany po wojnie przez alianckich śledczych, utrzymywał, że około godziny 19:00 około 5–6 jeńców z sierż. C. Acklandem na czele podjęło próbę ucieczki. Na rozkaz Sugino formozańscy strażnicy mieli otworzyć ogień do uciekinierów, lecz jednocześnie „nieumyślnie” ostrzelali chatę, w której przebywali pozostali jeńcy. Ci ostatni mieli wpaść w panikę i wybiec z budynku, na skutek czego podekscytowani ucieczką i strzelaniną strażnicy zastrzelili ich wszystkich lub zakłuli bagnetami. Zginął także ciężko chory jeniec, który zdołał wyczołgać się z chaty.
Sugino rozkazał niektórym strażnikom zebrać zwłoki i pogrzebać je na pobliskim bagnie. Sam wraz z 6–7 podwładnymi udał się natomiast w kierunku Miri, aby przechwycić Campbella i pozostałych tragarzy, którzy wracali z obozu przy Residency Road. Miał ich spotkać, gdy odpoczywali na postoju w odległości około półtora kilometra od miejsca pierwszej masakry. Niedługo później dotarła tam grupa dziewięciu żołnierzy z garnizonu Miri, którymi dowodził kpr. Kaneko. Rzekomo miał się wtedy powtórzyć scenariusz pierwszej masakry. Mimo obecności ponad 20 żołnierzy i strażników jeden z jeńców miał podjąć desperacką próbę ucieczki, a wtedy eskorta otworzyła ogień zarówno do niego, jak i do jego kolegów. Rannych dobito, a następnie pogrzebano wszystkie zwłoki w miejscu egzekucji. Na koniec Sugino zarządził spalenie chaty przy Riam Road.
Na skutek tej masakry oraz wcześniejszych zgonów – spowodowanych chorobami, niedożywieniem i wyczerpaniem, nie ocalał żaden z 300 jeńców, których rok wcześniej osadzono w obozie na Labuan.
Po zakończeniu działań wojennych zwłoki jeńców zmarłych i zamordowanych w rejonie Miri i Brunei ekshumowano i pogrzebano na alianckim cmentarzu wojennym na Labuan.

## Odpowiedzialność sprawców
Po kapitulacji Japonii sprawcy masakry przy Riam Road stanęli przed australijskim trybunałem wojskowym. Sierżant Sugino został skazany na karę śmierci i stracony. Dwudziestu jego podkomendnych również skazano na śmierć, lecz na wniosek ppłk. Johna Bowie Wilsona, który pełnił funkcję Judge Advocate General, wszystkie wyroki zmniejszono do 10 lat więzienia. Czterech oskarżonych uniewinniono.